# Rural City of Benalla
Rural City of Benalla är en kommun i Australien. Den ligger i delstaten Victoria, omkring 170 kilometer nordost om delstatshuvudstaden Melbourne. Antalet invånare var 13 861 vid folkräkningen 2016.
Följande samhällen finns i Benalla:
- Benalla